# 白井貴子 (歌手)
白井貴子（日语：／ Shirai Takako，1959年1月19日—），日本女歌手、創作歌手。出身於神奈川縣藤澤市。2006年，在出道25週年之際，重新展開樂團活動。

## 來歷

### 出道以前
白井貴子雖然出生於神奈川縣藤澤市，但進入幼稚園後就搬到了福岡縣。上小學時，她也住在名古屋。中學到高中時期都在京都府度過，中學就讀於桂中學校，高中就讀於京都女子高等學校。其後來的音樂深受京都學生時代的影響。
最終學歷菲莉斯女學院短期大學音樂系。
由於父親工作的關係，他們在全國各地搬家（所謂的轉勤族）。白井貴子3歲的時候，有老師來她家學鋼琴，但她是那種討厭練習、跳過樹籬就逃跑的女孩。
在白井經常出現的《週日早晨》上，說自己曾經有一段時間正在學習拉小提琴。僅從這一點來看，似乎是來自一個相當富裕的家庭，但據她自己說「我的父親是一個普通的上班族」。
當她還是個少女的時候，她與是個披頭四狂熱粉絲的叔叔住在一起，她從3歲左右就經常聽披頭四的音樂（儘管白井說自己不記得了）。從她15歲開始，一段旋律就會不期而至地出現在自己的腦海中，但由於當時本身不會寫樂譜，所以一直沒有把它寫成作品。正如1990年由POLYSTAR發行本身的專輯《BOB》歌曲裡所提到的，她在17歲時就開始考慮成為一名音樂家。

### 1980年代
1981年，白井通過了CBS Sony的試鏡，作為女歌手首次亮相。並作為佐野元春的伴奏合唱團「Pretty Flamingos」的成員，參與現場表演和錄音。隔年，他們翻唱了佐野的《SOMEDAY》並將其作為單曲發行，而且在現場表演中演唱了佐野提供給澤田研二的《Vanity Factory》。
最初，他們以出道口號「世界上最可愛的創作歌手」的形象銷售，但他們逐漸變得更加搖滾，並組建了「白井貴子 & CRAZY BOYS」。將音樂家的名字從獨唱改為團體，並將搖滾作為他們活動的中心。在此期間，日本主流音樂界冷漠地對待女性，稱「女性不懂搖滾」。彷彿為了消除周圍人的反應，現場表演一開始，觀眾們就全部起立，為她贏得了學園祭女王的稱號「全力以赴的貴子」。那時，白井唯一穿的服裝是迷你裙。起初，白井穿著牛仔褲唱歌，但相關人士告訴她，「如果不是歌迷的，就不會賣」。但是，她曾經說過「在現場表演時，我會在內衣外面穿泳衣，這樣人們就能看到」。他們以Rock'n'Roll Angel為名，連續在日本武道館、西武球場等地舉辦大型演唱會。
然而，儘管有這些活動，在銷量方面只有他們的專輯進入前十名，而他們最重要的單曲《CHANCE！》（CITIZEN Riviere手錶廣告歌曲）最高排名在第12名。
約1986年開始，白井與商業化的音樂產業之間的摩擦達到了臨界點，因此減少了1年的工作來重新考慮自己作為一名音樂家，並在1988年春天退出了經紀公司和唱片公司。與伴奏樂隊「CRAZY BOYS」的主音吉他手本田清巳一起前往英國。
1990年重新活動。與本身之前作為搖滾音樂家的活動不同，她開始創作更多具有強烈流行音樂的歌曲。

### 1990年代
1993年，白井貴子與本田清巳結婚。她在電視上說「我們不想受婚姻形式的束縛，但我們想讓父母放心（笑）」。約1995年開始，其音樂從濃厚的流行風格轉向原音風格。在迷你現場和其他活動中，本田開始只用他的原聲吉他唱歌。他們還與一支名為「ROD」（River Of Dreams）的樂隊一起現場表演，但他們很少使用電吉他。這些活動持續了10多年，直到2006年「CRAZY BOYS」重新開始。
當白井作為客座記者出現在NHK綜合的《HIRUTOKI日本列島》時，她創下了該節目歷史上最高的收視率，並從次年開始連續3年成為常客。在她第一次成為NHK的常客時，父親很高興說「無論我走到哪裡，人們都會問我關於你的事情」。她在節目中的自我介紹是「最喜歡的藍天搖滾歌手」。由於她作為搖滾音樂家的自豪感，「我花了一段時間才能夠享受與老人交談的樂趣」。她還創作了該節目的主題曲，並作為單曲發行。儘管她知道如果她把它放在那裡就會賣得很好，但她說「我不想把它變成一門生意。我想讓它成為每個人都可以一起唱歌的東西」，訂單銷售僅限於粉絲俱樂部。因為是公共媒體機構，所以他們沒有宣傳如何獲得它，透過節目了解的觀眾也無法透過一般銷售獲得它。
1999年，白井個人廠牌「ROD」發行了專輯《LIVING》。 大約在同一時間，她還設立了一個私人辦公室。辦公室的主任是她的丈夫本田清巳。此後，白井作為記者出現在許多旅遊節目裡。也加深了自己對地球環境的認識，並出現在各地的講座和教育活動中。甚至在音樂家開始使用「生態」這個詞之前，她就已經提出了可回收的CD封套和包裝，但當時很難實現這一點，因為它太昂貴了。
她為橫濱市立倉田小學創作了校歌。歌詞和快節奏的旋律據說是校歌中前所未有的，標題《我愛倉田小學》。

### 2000年代
2001年，白井貴子以「ROD」名義發行了第二張專輯《HANA》。作為神奈川縣2001年「希望之年」紀念計畫的一部分，她為2001年紀念音樂節創作了合唱歌曲《我想成為故鄉的風》（作詞人為星合節子，她是透過公開競賽）。並出現在本身的第一場「Dream Power John Lennon Super Live 2001」中。此外，她也因電視動畫《逮捕令》的片尾曲和TBS電台的環保活動主題曲而聞名。
2001年，白井在大人計畫Woman Live vol.6「Killer Queen 666」（宮藤官九郎編劇、導演）飾演自己。
2006年9月，Sony Music Direct發行精選專輯《NEXTGATE 2006》。之後，樂團以「TAKAKO & THE CRAZY BOYS」的名義恢復正式活動。《LIVING》發行前後，她登台時都穿著白色T恤和牛仔褲，但以「TAKAKO & THE CRAZY BOYS」名義表演時，卻穿了牛仔迷你裙。這是一套精心保存的1980年代服裝。2007年2月17日，「NEXT GATE 2006」巡迴演唱會在澀谷舉行了追加公演。

### 2010年代
2010年5月23日，在神奈川縣第61屆全國植樹節上，白井在雨中與120名兒童一起演唱主題曲「來去森林吧！」。
2011年，為市川徹導演的電影《TAKAMINE 讓櫻花在美國綻放的男子》演唱主題曲，並發行了《SAKURA SAKURA 架起幸福的橋樑》。她也曾在電影中飾演北里柴三郎的妻子虎。接下來的一年，她與本田清巳合作，為導演市川徹製作的電影製作音樂。
並持續對2011年東日本大地震受災地區進行支援活動。2012年，他們創作了，以回應當地人的呼聲「臨時房屋已經完工，我們現在可以過上正常的生活，但這正是我們想要鼓勵我們心靈的歌曲的原因」。
2012年的其他活動包括：
- 靜岡縣沼津市浮島中學的《浮島之歌》，白井根據學生創作的短歌作詞，並與學生一起錄製歌曲。
- 神奈川縣清川村的孩子們演唱的清川村兒童歌曲「大家的未來」作詞、作曲。
- 為慶祝北九州若戶大橋開通50週年，創作了歌曲「紅色橋樑下（赤い橋の下で）」。

2013年夏天，她被北山修任命為「將繼續演唱我的歌曲的歌手」，並作為嘉賓出現在北山主辦的活動中。秋季，記錄1987年大雨中通宵搖滾音樂節「BEAT CHILD」的紀錄片《寶貝你還好嗎！BEAT CHILD 1987》將在全國上映。
2014年，成為ESD（永續發展教育）的官方支持者。ESD訊息傳遞歌曲《我們是大世界中的一個生命》作詞、作曲。該CD將免費發放給全國中小學。南流石編舞。
2015年7月10日，於KBS京都節目《京都不可思議百物語》演出，踏上追隨本龍馬腳步的旅程。11月1日，在母校京都女子高校的返校日上發表演講。
2016年6月15日，發行《涙河（NAMIDAGAWA）白井貴子唱著「北山修」》。6月25日，在原宿Quest Hall舉辦紀念《NAMIDAGAWA》發行的音樂會，嘉賓北山修也出席了這項活動。11月23日，白井貴子的出道35週年紀念演唱會「NEXT GATE 2016 Hippy Happy New Generation」在赤坂BRITZ舉行。
2017年1月1日，白井出席京都國立博物館的FM Cocolo倒數現場。「淚河」大篷車的根源將於春天出發。12月23日，白井出席在佐倉市的Ushuton Hotel Yukari舉辦的晚宴。
2018年5月5日，在京都大原丹波茶屋舉辦了「播種生命的種子」插秧活動和「Life is HEART」藝術展。6月，連續5天出現在NHK-FM節目《深夜的 Playlist》。
2019年1月12日，他們發行了一首支持山形縣大石田町的歌曲。1月19日，在藤澤市塞哥維亞工作室舉行了一場名為的現場演唱會。會場同時也將舉辦個展，自然體驗活動「PEACE MAN CAMP」將於5月4日在京都大原、6月1日至2日在靜岡縣南伊豆瑪格麗特運動場舉辦。6月18日至7月7日，名為的個展將於京都市京都佛立博物館舉辦。

### 2020年代
2020年，Flower's YELL主題曲發行。同年，她開始在神奈川縣藤澤市相原農場，在一位不依賴化肥的有機農業農民相原成行的指導下種植大豆。發芽的照片被用作原創T恤的設計，這些T恤在現場音樂會等場所出售。收成的大豆在主廚的廚房工作室中加工成手工味噌。
2021年5月26日，由白井擔任旁白的信越放送紀錄片節目《小豆是茅草師》播出。該節目榮獲2021年度日本民間放送聯盟電視節目部門優秀獎，並於2021年8月22日在BS-TBS播出。
2022年4月5日，《NEXT GATE 2022》將於這天開始數位發佈。10月10日，「40週年決賽！『NEXT GATE 2022』Unplugged Live Let's Be Happy！」將在神田明神大廳舉行。
2023年3月4日，於「Music More 2023春季演唱會」亮相。聯合演出的是山下久美子和相川七瀨。當天的節目於3月29日在TOKYO MX1播出。5月14日，《Mama》於母親節這天開始數位發行。同日，她出版了自己的第一本書（色域出版，A5尺寸，144頁）。同日，為紀念該書的發行，在大阪府豐中市日本民家集落博物館舉辦了講座和小型現場演唱會。11月1日，1985年發行的專輯《Flower Power》以重新錄製和重新剪輯的模擬版本（LP唱片）的形式重新發行。封面照片與舊專輯相同，但標題已改為大寫字母《FLOWER POWER》，加上THE後，名稱更名為「TAKAKO SHIRAI & THE CRAZY BOYS」。

## CRAZY BOYS
1982年，在首張專輯製作人穗口雄右的助手藤本的幫助下，他們組成「白井貴子 & TICKET」樂隊，這支樂隊可以說是CRAZY BOYS的前身。
成員構成為
- 鍵盤手：片山敦夫
- 貝斯：春山信吾
- 吉他：太刀川紳一（日语：世良公則&ツイスト）
- 鼓手：山田亘（日语：山田亘）

1983年，吉他手由太刀川紳一改為南明男/明朗，名字也從「～TICKET」改為「～南明男/明朗」。鼓手從TICKET時代的山田亘，到1984年的西川貴博（淺香唯的丈夫），最後是河村智康。
長時間中斷後，他們與白井貴子一起在2006年11月10日深夜播出的NHK節目《POP JAM》中復出。
- 南明男/明朗（暱稱： or ）

左撇子吉他手。CRAZY BOYS解散後，活躍於樂團「Grand Prix」（現已解散）。
- 本田清巳

學生時代就想成為吉他手。當他長期在一家中餐館打工時，其中餐烹飪技術非常出色，以至於老闆鼓勵他成為一名廚師。1993年與白井結婚。
目前，他正忙於平衡白井作為私人辦公室社長的工作和吉他手的工作。
- 片山敦夫
- 春山信吾
- 河村"Kaasuke"智康

2006年起，名字中加入了定冠詞，成為「THE CRAZY BOYS」。樂團名稱寫成「TAKAKO & THE CRAZY BOYS」或「TAKAKO SHIRAI & THE CRAZY BOYS」。
大約在同一時間，Jr.世代的成員開始加入該團體，從2016年左右開始，他們稱自己為「THE CRAZY BOYS + Jr.」。「＋Jr.」不是固定的，可以根據情況靈活更換。迄今登台的主要成員如下（截至2023年，排名不分先後）。
- 本田清巳：吉他
- 南明朗：吉他
- 春山信吾：貝斯
- 片山敦夫：鍵盤手
- 河村"Kaasuke"智康（日语：河村"カースケ"智康）：爵士鼓
- 竹田元：鍵盤手
- 拉蒂爾·西（英语：Latyr Sy）：打擊樂器
- 山田直子：貝斯
- 河村吉宏：爵士鼓
- 白井岬（日语：THE だいじょぶズ#メンバー）：吉他
- 齋藤歌織：合音長笛
- 向江陽子：小提琴、鋼琴
- 式町水晶：小提琴
- 岡部晴彥：貝斯

## 音樂作品

### 單曲
| 枚數 | 單曲名稱（日文原名）                           | 發佈日期       | 名義                                           | 銷售代理商           | 製造編號   |
| ---- | ---------------------------------------------- | -------------- | ---------------------------------------------- | -------------------- | ---------- |
| 1st  | 害羞的我的男孩（内気なマイ·ボーイ）                             | 1981年11月1日  | 白井貴子                                       | CBS Sony             | 07SH1075   |
| 2nd  |                                                | 1982年2月25日  | 白井貴子                                       | CBS Sony             | 07SH1122   |
| 3rd  | WEEKEND                                        | 1982年5月21日  | 白井貴子                                       | CBS Sony             | 07SH1167   |
| 4th  | SOMEDAY                                        | 1982年8月25日  | 白井貴子                                       | CBS Sony             | 07SH1199   |
| 5th  | YESTERDAYS DREAMIN（イエスタデイズ·ドリーミン）                         | 1983年4月21日  | 白井貴子                                       | CBS Sony             | 07SH1282   |
| 6th  | WAKE UP HEART                                  | 1983年7月21日  | 白井貴子                                       | CBS Sony             | 07SH1373   |
| 7th  | Same                                           | 1983年10月21日 | 白井貴子                                       | CBS Sony             | 07SH1411   |
| 8th  | 我不能留在這個小鎮（この街にもいられない）                         | 1984年3月23日  | 白井貴子                                       | CBS Sony             | 07SH1452   |
| 9th  | Chance！                                       | 1984年6月21日  | 白井貴子                                       | CBS Sony             | 07SH1521   |
| 10th | FOOLISH WAR                                    | 1985年3月21日  | 白井貴子 & CRAZY BOYS                          | CBS Sony             | 07SH1612   |
| 11th | PRINCESS TIFFA（プリンセスTIFFA）                             | 1985年10月10日 | 白井貴子 & CRAZY BOYS                          | CBS Sony             | 07SH1702   |
| 12th | Raspberry Gun                                  | 1986年4月21日  | 白井貴子 & CRAZY BOYS                          | CBS Sony             | 07SH1764   |
| 13th | Next Gate                                      | 1986年8月1日   | 白井貴子 & CRAZY BOYS                          | CBS Sony             | 12AH2077   |
| 14th | COLOR FIELD                                    | 1986年11月12日 | 白井貴子 & CRAZY BOYS                          | CBS Sony             | 07SH1847   |
| 15th |                                                | 1987年3月21日  | 白井貴子 & CRAZY BOYS                          | CBS Sony             | 07SH1892   |
| 16th | Stand up Boy                                   | 1987年5月16日  | 白井貴子 & CRAZY BOYS                          | CBS Sony             | 07SH1927   |
| 17th |                                                | 1990年8月25日  | 白井貴子                                       | POLYSTAR             | PSDR-1009  |
| 18th | 在輝耀的草原之中（輝きは草原の中に）                           | 1990年12月21日 | 白井貴子                                       | POLYSTAR             | PSDR-1019  |
| 19th | KISS OF WINDS                                  | 1991年2月25日  | 白井貴子                                       | POLYSTAR             | PSDR-1102  |
| 20th | 我曾經見過的那片藍天（いつか見たあの青い空）                       | 1991年8月25日  | 白井貴子                                       | POLYSTAR             | PSDR-1113  |
| 21st | 讓我們一起去瘋狂吧！（ワイルドに行こう！）                       | 1993年4月21日  | 白井貴子                                       | TEICHIKU             | TEDN-237   |
| 22nd | 記憶裡的海永遠是藍色的（おもいでの海は永遠に青く）                     | 1993年7月21日  | 白井貴子                                       | TEICHIKU             | TEDN-247   |
| 23rd | 擁抱著（抱きしめて）                                     | 1993年11月5日  | 白井貴子                                       | TEICHIKU             | TEDN-259   |
| 24th | 沒有名字的愛也好（名前のない愛でもいい）                           | 1994年6月1日   | 白井貴子                                       | TEICHIKU             | TEDN-267   |
| 25th | 千萬不要放棄（あきらめないで）                               | 1995年5月10日  | 白井貴子                                       | T-GRAND MUSIC        | TGDN-6     |
| 26th | 仰望天空（空を見上げて）                                   | 1997年4月23日  | 白井貴子                                       | Victor Entertainment | VIDL-30007 |
| 27th | Blooming Days                                  | 2001年4月21日  | 白井貴子                                       | Victor Entertainment | VICL-35257 |
| 28th | 美麗的地球（美しい地球）                                 | 2003年7月14日  | 白井貴子                                       | ROD                  | ML-0007    |
| 29th | 大家很想知道的事（みんなに知って欲しいこと）                           | 2006年9月13日  | 白井貴子 & THE CRAZY BOYS                      | Sony Music Direct    | MHCL-878   |
| 30th | 愛之劍（愛の剣）                                     | 2006年11月22日 | 白井貴子 & THE CRAZY BOYS                      | Victor Entertainment | VICL-36178 |
| 31st | 來去森林吧！（森へ行こう！）                               | 2010年         | 白井貴子 + THE PEACE ON EARTH                  | ROD                  | POE-0001   |
| 32nd | SAKURA SAKURA 架起幸福的橋樑（SAKURA SAKURA ） | 2011年         | 白井貴子 + THE PEACE ON EARTH                  | ROD                  | POE-0002   |
| 33rd | 大家的PONY（みんなのポニー）                                 | 2011年         | 白井貴子 & 海老名少年少女合唱團                | ROD                  | POE-0003   |
| 34th |                                                | 2012年         | 白井貴子 鶴見川流域人脈拓展救生隊 & 日吉南小學 | ROD                  | POE-0003   |
| 35th | 陸前高田 松之花音頭（陸前高田 松の花音頭）                        | 2012年         | 白井貴子與陸前高田孩童                         | ROD                  | POE-0004   |
| 36th | 在紅色橋樑下…（赤い橋の下で…）                              | 2013年         | 鎌倉規匠 feat. 白井貴子                          | 音美都               | onbeat-001 |
| 37th | 大家的未來（みんなの未来）                                 | 2014年         | 白井貴子與清川村孩童                           | ROD                  | POE-0007   |
| 38th | 讓愛的花盛開吧（愛の花を咲かそう）                             | 2014年         | 白井貴子                                       | ROD                  | POE-0008   |
| 39th | NEXT GATE 2022                                 | 2022年4月5日   | 白井貴子                                       | ROD                  | 數位發行   |
| 40th | Mama                                           | 2023年5月14日  | 白井貴子                                       | ROD                  | 數位發行   |

#### 非賣品單曲
| 單曲名稱（日文原名）              | 發佈日期 | 名義                   | 補充                 |
| --------------------------------- | -------- | ---------------------- | -------------------- |
| 倉田小學校歌 ～我愛倉田小學～（倉田小学校校歌 ～大好き倉田小～） | 1993年   | 白井貴子與倉田小學孩童 | 橫濱市立倉田小學校歌 |
| 我想成為故鄉的風（ふるさとの風になりたい）              | 2001年   | 白井貴子               | 神奈川的合唱曲       |
| 為了愛（愛のために）                        | 2004年   | 白井貴子               | 怠速熄火系統活動歌曲 |
| 我們是大世界中的一個生命（僕らは大きな世界の一粒の命）      | 2014年   | 白井貴子               | ESD訊息歌曲          |

### 專輯

#### 原創專輯
| 枚數 | 專輯名稱（日文原名） | 發佈日期       | 名義                      | 銷售代理商        | 製造編號   |
| ---- | -------------------- | -------------- | ------------------------- | ----------------- | ---------- |
| 1st  | Do For Loving        | 1981年11月21日 | 白井貴子                  | CBS Sony          | 28AH1375   |
| 2nd  | I LOVE Love          | 1982年10月21日 | 白井貴子                  | CBS Sony          | 28AH1465   |
| 3rd  | Pascal               | 1983年7月21日  | 白井貴子                  | CBS Sony          | 28AH1556   |
| 4th  | HEART ATTACKER       | 1984年5月1日   | 白井貴子                  | CBS Sony          | 28AH1716   |
| 5th  | Flower Power         | 1985年4月21日  | 白井貴子 & CRAZY BOYS     | CBS Sony          | 28AH1847   |
| 6th  | Raspberry Kick       | 1986年6月1日   | 白井貴子 & CRAZY BOYS     | CBS Sony          | 32DH398    |
| 7th  | COSMIC CHILD         | 1987年7月29日  | 白井貴子 & CRAZY BOYS     | CBS Sony          | 50DH723/4  |
| 8th  | BOB                  | 1990年9月25日  | 白井貴子                  | POLYSTAR          | PSCR-1005  |
| 9th  | French Tough         | 1991年9月25日  | 白井貴子                  | POLYSTAR          | PSCR-1029  |
| 10th | Good to be Wild      | 1993年5月21日  | 白井貴子                  | TEICHIKU          | TECN-20223 |
| 11th | BABY FACE            | 1993年11月21日 | 白井貴子                  | TEICHIKU          | TECN-20239 |
| 12th | LIVING               | 1999年7月23日  | 白井貴子                  | ROD               | TGCS-585   |
| 13th | HANA                 | 2001年7月4日   | 白井貴子                  | Antinos Records   | ARCJ3002   |
| 14th | 地球 -HOSHI-         | 2008年2月6日   | 白井貴子 & THE CRAZY BOYS | Sony Music Direct | MHCL-1283  |
| 15th | HAPPY BLUES No.1     | 2012年12月5日  | 白井貴子 & 本田清巳       | CAPITAL VILLAGE   | CVOV-10014 |
| 16th | 涙河（NAMIDAGAWA）   | 2016年6月15日  | 白井貴子                  | CAPITAL VILLAGE   | CVOV-10032 |

#### 精選專輯、12cm單曲等
| 專輯名稱（日文原名）                   | 發佈日期       | 銷售代理商        | 製造編號    |
| -------------------------------------- | -------------- | ----------------- | ----------- |
| Rock Tonight（12"）                    | 1984年11月21日 | CBS Sony          | 12AH1817    |
| PRINCESS NIGHT（12"）                  | 1985年12月5日  | CBS Sony          | 18AH1967    |
| BEST 4 YOU（12"）                      | 1985年12月5日  | CBS Sony          | 12AH1979    |
| Golden Number                          | 1988年12月1日  | CBS Sony          | 32DH-5178   |
| Angel Smile - GOLDEN J-POP/THE BEST    | 1997年11月21日 | Sony Records      | SRCL-4130   |
| DREAM PRICE 1000 SOMEDAY               | 2001年10月11日 | Sony Music House  | MHCL-35     |
| TAKAKO & THE CRAZY BOYS NEXT GATE 2006 | 2006年9月13日  | Sony Music Direct | MHCL-879/80 |
| FLOWER POWER                           | 2023年11月1日  | Sony Music Direct | MHJL-255    |

#### LIVE專輯
| 專輯名稱（日文原名）                                          | 發佈日期       | 名義                      | 銷售代理商        | 製造編號    |
| ------------------------------------------------------------- | -------------- | ------------------------- | ----------------- | ----------- |
| “NEXTGATE”LIVE                                                | 1986年11月1日  | 白井貴子 & CRAZY BOYS     | CBS Sony          | 50DH542/3   |
| Marguerite River                                              | 1995年2月22日  | 白井貴子                  | TEICHIKU          | TGCN-23009  |
| 白井貴子 & THE CRAZY BOYS 25TH ANNIVERSARY ～NEXT GATE 2006～ | 2007年12月19日 | 白井貴子 & THE CRAZY BOYS | Sony Music Direct | MHCL-1241/3 |

### 影像作品
| 專輯名稱（日文原名）                                   | 發佈日期      | 格式   | 銷售代理商        | 製造編號  |
| ------------------------------------------------------ | ------------- | ------ | ----------------- | --------- |
| WE MUST CHANGE TAKAKO & CRAZY BOYS LIVE '85            | 1985年6月1日  | LD&VHS | CBS Sony          | 96ZM3025  |
| She is a GO GO 82-85                                   |               | LD&VHS | CBS Sony          |           |
| Lips Clips                                             | 1988年6月22日 | LD&VHS | CBS Sony          | 30LH176   |
| WE MUST CHANGE TAKAKO & CRAZY BOYS LIVE '85/Lips Clips | 2005年9月7日  | DVD    | Sony Music Direct | MHBL-1030 |
| NEXT GATE LIVE                                         | 2007年2月14日 | DVD    | Sony Music Direct | MHBL-27   |

### 商業搭配
| 樂曲             | 商業搭配                                         | 年份   |
| ---------------- | ------------------------------------------------ | ------ |
| chance           | CITIZEN Riviere手錶 廣告歌曲                     | 1984年 |
| COSMIC CHILD     | OVA《GALL FORCE2 破壞》片尾主題曲                | 1987年 |
| 沒有名字的愛也好 | 日本電視台系列電視劇「週二懸疑劇場」第13代主題歌 | 1994年 |
| 仰望天空         | TBS電視動畫《逮捕令》片尾主題曲                  | 1997年 |
| 仰望天空         | TBSWonderful時段動畫《逮捕令 Special》片尾主題曲 | 1999年 |
| Blooming Days    | TBS電視動畫《逮捕令 SECOND SEASON》片尾主題曲    | 2001年 |
| 在蘋果花樹下     | JR集團廣告歌曲                                   | 2001年 |
| 美麗的地球       | TBS廣播環保活動主題曲                            | 2003年 |
| 大家很想知道的事 | NHK《大家的歌》2006年6月—7月廣播歌曲             | 2006年 |
| 愛之劍           | 網路動畫《幕末機關說》片尾主題曲                 | 2006年 |

### 樂曲提供
- 荻野目洋子

 作詞：白井貴子，作曲：奧居香，編曲：須貝幸生、神長弘一、井上龍仁
- 小森真奈美

「You」 作詞、作曲：白井貴子，編曲：川村榮二
- 林明日香

「風椿」 作詞、作曲：白井貴子，編曲：山移高寬
 作詞、作曲：白井貴子，編曲：山移高寬
- 早見優

「Burning Illusion」 作詞：松本一起，作曲：白井貴子，編曲：南部昌江
 作詞：松本一起，作曲：白井貴子，編曲：南部昌江
- 渡邊美里

 作詞：渡邊美里，作曲：白井貴子，編曲：後藤次利
等多數

### 參加作品
- （1993年7月25日） Polydor PODH-1160

與泉谷茂、大友康平、中村步美、南高節等人一起作為「PEACE BIRDS ALL-STARS」參與錄製。
- SHOT GUN BLUES（1990年4月8日） CBS Sony

ECHOES專輯《EGGS》裡的一首歌曲。作為合音參加。

## 演出
電視節目
- HIRUTOKI日本列島（日语：ひるどき日本列島）（1996年4月—1998年3月，NHK綜合）
- 白井貴子的TAKUMI-匠-JAPAN（丹南有線電視（日语：丹南ケーブルテレビ）、J:COM Channel（日语：J:COMチャンネル））

電視廣告
- CITIZEN Riviere手錶（僅歌曲，1984年）
- 佳麗寶 （1985年）
  - 使用曲
- 鈴木汽車 「Carna（日语：スズキ・カーナ）」（1986年）
  - 使用曲「NEXT GATE」
- 南阿爾卑斯天然水（日语：サントリー天然水#南アルプス）（三得利，1998年）
- 花王 「弱酸性Biore（日语：ビオレ）」（1999年—）—飾 大屋步美（聲音演出）
- RION助聽器（2008年）

廣播節目
- 跟著白井貴子的笑容一起走吧
- 白井貴子的All Night-NIPPON（日语：白井貴子のオールナイトニッポン）（ANN週二2部 1983年10月—1986年9月，日本放送）[1]
- MBS Young Town（日语：MBSヤングタウン） 星期四（MBS電台）[1]
  - 與島田紳助、土建屋吉行（日语：土建屋よしゆき）一同演出。從此節目開始，1986年，以島田紳助為領隊、資深賽車手千石清一為代表的兩輪賽車隊「TEAM SHINSUKE（日语：チーム・シンスケ）」參加了鈴鹿8小時耐力公路賽（日语：鈴鹿8時間耐久ロードレース）（俗稱鈴鹿8小時）。在7月最後一個星期日舉行的決賽前一夜，白井貴子&CRAZY BOYS在鈴鹿賽道內特設的戶外舞台上進行了現場演唱會「NEXT GATE LIVE」，取得了巨大的成功。值得一提的是，《NEXT GATE》是由白井作詞、作曲的鈴鹿8小時主題曲。這是鈴鹿賽道史上首次在比賽前一夜舉行戶外現場演唱會。這項現場活動的巨大成功促成了之後每年會在鈴鹿8小時耐力賽的前一夜舉辦。
- （FM橫濱（日语：横浜エフエム放送））[1]

## 腳註

## 相關項目
- 1981年音樂#出道（日语：1981年の音楽#デビュー）—同年出道的歌手

## 外部連結
- TAKAKO SHIRAI THE PEACE ON EARTH （日語）—白井貴子的官方個人網站。
- YouTube上的白井貴子頻道 （日語）